# Dothideales
Dothideales es un orden de hongos que consisten principalmente de especies parasitarias saprofitas de las plantas.

## Descripción
Este orden se caracteriza por la ausencia de un hamathecium (definida como hifas o de otros tejidos entre ascas) en un lóculo , y la formación de ovoide a cilíndrica fistunicadas.

## Clasificación
Hasta el año 2001, se pensaba que podría contener cinco familias: Botryosphaeriaceae, Coccoidiaceae, Doditheaceae, Dothioraceae, y Planistromellaceae. Varios estudios filogenéticos moleculares desde entonces han dado lugar a una reestructuración de la organización de la clasificación. En la última revisión de la clasificación Ascomycota (31 de diciembre de 2007) los Dothideales contiene dos familias, Dothidiaceae y Dothioraceae. Botryosphaeriaceae (orden Botryosphaeriales) y Planistromellaceae se han movido al orden y familia incertae sedis, respectivamente, a la espera de la adquisición y análisis de datos moleculares adicionales.